# Eyach- und Rotenbachtal
Eyach- und Rotenbachtal ist ein mit Verordnung des Regierungspräsidiums Karlsruhe vom 18. Dezember 2002 ausgewiesenes Naturschutzgebiet mit der Nummer 2.224. Die Verordnung aus dem Jahr 2002 hat Verordnungen außer Kraft gesetzt, die bis in das Jahr 1940 zurückreichen.

## Lage
Das Naturschutzgebiet befindet sich in den Naturräumen Grindenschwarzwald und Enzhöhen und Schwarzwald-Randplatten. 94 % des Gebiets sind Teil des FFH-Gebiets Nr. 7217-341 Eyach oberhalb Neuenbürg und 4 % des Gebiets haben Anteil am Vogelschutzgebiet Nr. 7415-441 Nordschwarzwald. Das Naturschutzgebiet besteht aus den Teilgebieten Eyachtal und Rotenbachtal. Das Gebiet Eyachtal liegt zwischen Dobel im Norden und Bad Wildbad im Süden und umfasst die Talaue der Eyach von den Quellbächen bis zur Einmündung in die Enz. Das Gebiet Rotenbachtal liegt südöstlich von Straubenhardt und umfasst die Talaue des Rotenbaches von den Herzogswiesen bis zur Einmündung in die Enz.

## Schutzzweck
Laut Verordnung ist der Schutzzweck die Erhaltung, Förderung und Entwicklung
- der artenreichen und standortgerechten, von unterschiedlichen Feuchtegraden bestimmten Pflanzengesellschaften der Wiesen und Wälder mit ihren gefährdeten Pflanzen- und Tierarten;
- der seltenen und artenreichen Moorgesellschaften mit ihren standorttypischen Pflanzen- und Tierarten;
- der gebietstypischen Wasserläufe und Quellvorkommen als Lebensraum bedrohter Tiere und Pflanzen;
- der durch Wald, Dauergrünland und Gewässer geprägten Kulturlandschaft;
- eines weitgehend unbebauten und wegen seiner landschaftlichen Schönheit erhaltenswerten Schwarzwaldtales.

## Flora und Fauna
Die meisten gefährdeten Pflanzenarten kommen in den Magerrasen des Naturschutzgebietes vor: Grünliche Waldhyazinthe, Männliches Knabenkraut, Fuchs’ Knabenkraut, Echte Mondraute, Heide-Nelke, Geöhrtes Habichtskraut und Quendelblättrige Kreuzblume. In den Kleinseggenrieden und Feuchtwiesen wachsen Wald-Läusekraut, Schmalblättriges Wollgras, Breitblättriges Knabenkraut, Floh-Segge, Braun-Segge und Rundblättriger Sonnentau. Die Eyach bietet Lebensraum für das gefährdete Bachneunauge.